# Wólka Komorowska (gromada)
Wólka Komorowska – dawna gromada, czyli najmniejsza jednostka podziału terytorialnego Polskiej Rzeczypospolitej Ludowej w latach 1954–1972.
Gromady, z gromadzkimi radami narodowymi (GRN) jako organami władzy najniższego stopnia na wsi, funkcjonowały od reformy reorganizującej administrację wiejską przeprowadzonej jesienią 1954 do momentu ich zniesienia z dniem 1 stycznia 1973, tym samym wypierając organizację gminną w latach 1954–1972.
Gromadę Wólka Komorowska z siedzibą GRN w Wólce Komorowskiej utworzono – jako jedną z 8759 gromad na obszarze Polski – w powiecie kolskim w woj. poznańskim, na mocy uchwały nr 24/54 WRN w Poznaniu z dnia 5 października 1954. W skład jednostki weszły obszary dotychczasowych gromad Chociszewo, Długie, Komorowo i Tymień oraz miejscowości Góry B (osada), Ignacewo (osada) i Śmielnik (wieś) z dotychczasowej gromady Mieczysławowo ze zniesionej gminy Izbica Kujawska w tymże powiecie. Dla gromady ustalono 9 członków gromadzkiej rady narodowej.
29 lutego 1956 z gromady Wólka Komorowska wyłączono miejscowość Kolonia Komorowska, włączając ją do gromady Sokołówek w tymże powiecie.
Gromadę zniesiono 1 stycznia 1958, a jej obszar włączono do gromad: Mieczysławowo (miejscowości Góry B, Ignacewo i Śmielnik) i Izbica Kujawska (miejscowości Chociszewo, Czeremcha, Długie, Felicyn, Góralewo, Góry A, Góry Komorowskie, Józefin, Komorowo, Kowalewo, Plebanka, Przepiórowo, Pustynia, Tymień, Widły Długie i Wólka Komorowska) w tymże powiecie.